# Hopfgarten im Brixental
Hopfgarten im Brixental település Ausztriában, Tirolban a Kitzbüheli járásban található. Területe 166,55 km², lakosainak száma 5 581 fő, népsűrűsége pedig 34 fő/km² (2014. január 1-jén). A település 622 méteres tengerszint feletti magasságban helyezkedik el.

## Fordítás
- Ez a szócikk részben vagy egészben  a   Hopfgarten im Brixental című angol Wikipédia-szócikk ezen változatának fordításán alapul.  Az eredeti cikk szerkesztőit annak laptörténete sorolja fel. Ez a jelzés csupán a megfogalmazás eredetét és a szerzői jogokat jelzi, nem szolgál a cikkben szereplő információk forrásmegjelöléseként.